# 鹤毛镇
鹤毛镇，是中华人民共和国安徽省芜湖市无为市下辖的一个乡镇级行政单位。

## 行政区划
鹤毛镇下辖以下地区：
鹤毛社区、桥头村、汉桥村、万年台村、岳山村、阳畈村、星旗村和董圩村。